# Movila Banului, Buzău
Movila Banului este satul de reședință al comunei cu același nume din județul Buzău, Muntenia, România.
Primul stadiu istoric denotă existența unei istorii mult mai vechi, ce duce începuturile satului în epoca medievală. Movila-Banului a fost formată din mai multe cătune cu locuitori aduși de numeroși boieri (Matache Pandelescu, familia Costescu, N. Vasilescu, Șt. Nicolau etc.) pe moșiile lor, precum și din cătune aparținând unor instituții din București cum ar fi Mănăstirile Văcărești și Sf. Ioan cel Nou sau Eforia Spitalelor.
Prima atestare documentară a satului datează din anul 1644, din timpul domniei lui Alexandru Iliaș-Vodă, sub denumirea de Bugheni.